# حافظه دسترسی غیریکپارچه

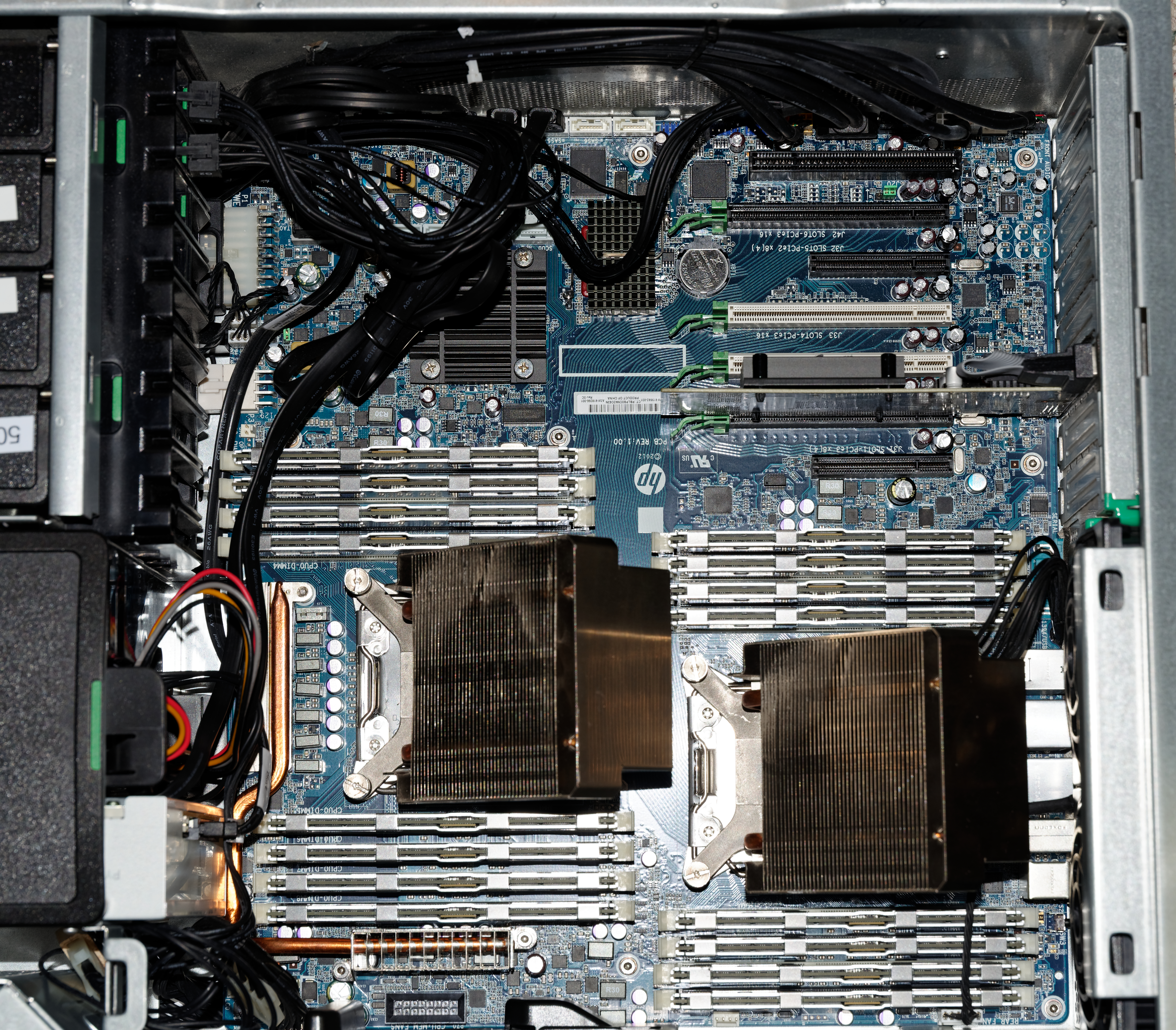
تصویری از مدار های داخل برد کامپیوتر

حافظه دسترسی غیریکپارچه یا نوما (به انگلیسی: Non-uniform memory access) طرحی از حافظهٔ رایانه می‌باشد که در چندپردازشی، جایی که زمان دسترسی به حافظه به مکان قرارگیری نسبت به پردازشگر مربوط است، استفاده می‌شود. تحت نوما، یک پردازشگر می‌تواند به حافظهٔ محلی خود سریعتر از حافظهٔ غیرمحلی (حافظهٔ محلی پردازشگری دیگر یا حافظه مشترک بین پردازشگرها) دست یابد. فواید نوما منحصر به چندین حجم کاری خاص مانند سرورهایی می‌باشد که داده‌هایش به‌طور معمول شدیداً به وظایف یا کاربرهایی وابسته است.
معماری‌های نوما به‌طور منطقی برگرفته از معماری چند پردازشی متقارن (اس‌ام‌پی) می‌باشند. آن‌ها به صورت تجاری در دههٔ ۱۹۹۰ توسط بروخ (بعدها یونیسیس)، کانوکس کامپیوتر (بعدها هیولت پاکارد) سیستم‌های اطلاعاتی هانی‌ول ایتالیا (بعدها گروپ بول)، سیلیکون گرافیکس (بعدها سیلیکون گرافیکس اینترنشنال)، سیکوئنت کامپیوتر سیستمز (بعدها آی‌بی‌ام)، دیتا جنرال (بعدها ئی‌ام‌سی)، دیجیتال (بعدها کامپک، حالا اچ‌پی) ایجاد شدند. تکنیک‌های توسعه داده شده توسط این شرکت‌ها بعدها در چندین سیستم‌عامل شبه یونیکسی و نهایتاً در ویندوز ان‌تی استفاده شدند.
اولین اجرای تجاری از سیستم‌های با پایهٔ یونیکس، خانوادهٔ سرورهای چند پردازشی متقارن ایکس‌پی‌اس-۱۰۰ بود که توسط دان گیلن برای شرکت وست سیستم‌های اطلاعاتی هانی‌ول ایتالیا ایجاد شدند.